# Pet vaginal
Le pet vaginal (flatus vaginalis en latin) est une émission ou une expulsion d'air du vagin provoquant un bruit caractéristique analogue à celui d'un pet. Il peut se produire pendant un rapport sexuel, car à ce moment les muscles vaginaux sont relâchés et les mouvements de pénétration sont propices à l'accumulation d'air dans le vagin et à sa brusque compression. Néanmoins, ce phénomène peut toucher les femmes aux muscles vaginaux hypotoniques en toutes circonstances, de façon incontrôlable. Dans tous les cas, ce n'est pas un véritable pet, puisque le pet vaginal ne résulte pas d'une fermentation de bactéries.

## Physiologie
Les cas de figure les plus fréquents résultent d'une diminution du tonus musculaire (hypotonie musculaire) des parois du vagin, qui n'entourent pas fermement la verge lors d'un rapport sexuel et favorisent ainsi l'entrée d'air. 
Le mécanisme du pet vaginal peut résulter de plusieurs facteurs, isolément ou en combinaison :
– Pendant l'acte sexuel, sous l'effet de la stimulation de certaines zones profondes du vagin, comme le point G, le fond se dilate alors que l’entrée se resserre, créant ainsi une légère dépression ; de l'air est alors aspiré dans le vagin, avant d'être expulsé quand il y a de nouveau surpression.
– Le périnée féminin peut être affaibli par la grossesse et l'accouchement, générant une hyperlaxité, en raison de laquelle, lors d'un rapport sexuel, le contact autour de la verge de l'homme n'est pas complet à l’entrée du vagin, ce qui fait que de l'air entre pendant la pénétration, et est ensuite expulsé par les mouvements de la verge qui agit comme un piston.
– Il se peut aussi que la femme bloque inconsciemment la libre circulation de l’air pendant l'inspiration, sous l'effet de l'excitation ; sous l'effet de cette « fausse inspiration », le diaphragme thoracique agit comme un piston inversé en aspirant ses organes internes vers le haut (si elle est couchée sur le dos), créant aussi une dépression dans le vagin ; si de surcroît le périnée est affaibli par les grossesses et distendu par les accouchements, l'air y entre alors très facilement ; lorsque la femme débloque son souffle pour expirer, la dépression disparaît, l'air est alors brusquement expulsé en provoquant un bruit de flatulence.
– Les femmes peuvent également avoir des pets vaginaux durant une séance de sport, ou plus généralement lors de mouvements rapides impliquant les membres inférieurs, surtout en cas de blocage respiratoire momentané, le phénomène étant en outre favorisé par un périnée manquant de tonicité.
– Les hypotonies sont plus fréquentes chez les femmes ayant déjà accouché au moins une fois, cependant, il arrive que des jeunes femmes nullipares connaissent aussi cette situation, en particulier en cas de lubrification vaginale abondante : les parois étant plus visqueuses, l’air y pénètre plus facilement, tandis que le bruit est accentué lors de l'expulsion.
– Certaines positions sexuelles le favorisent également, en particulier la levrette, qui accentue la béance de l'orifice vaginal tout en favorisant la dépression de la cavité intra-vaginale, les organes internes étant propulsés en avant de l'abdomen par la gravité.
– Des femmes au périnée non hypotonique peuvent quand même avoir des pets vaginaux lors de la pénétration, en particulier si leur partenaire est doté d'un gland proéminent, qui lors des mouvements de va-et-vient fait entrer de l'air dans le vagin. 

## Cas pathologiques
En cas d'hypotonie accompagnée d'une béance vaginale en dehors des rapports sexuels, les pets vaginaux sont symptômes de problèmes uro-gynécologiques. Ceux-ci peuvent être traités par de la rééducation périnéale effectuée auprès d'un professionnel qualifié. D'autres méthodes de musculation du périnée sont aussi efficaces.
Une mauvaise odeur peut apparaître dans le cas pathologique d'une fistule colovaginale. Cette malformation grave qui relie le rectum et le vagin peut être congénitale, ou due par exemple à la maladie de Crohn, et se soigne par une intervention chirurgicale.

## Culture populaire
Le poète romain Martial (c.40 - c.100) fait allusion au pet vaginal dans l'une de ses Épigrammes intitulée « Sur Galla » : « Ta figure est charmante, une femme elle-même ne saurait en médire ; sur ton corps, pas une tache ; aussi tu es surprise d'exciter si rarement une passion et des désirs nouveaux chez l'amant qui t'a déjà possédée. C'est que tu as un grand défaut, Galla. Toutes les fois que j'entame avec toi la douce affaire, et que nous agitons nos corps voluptueusement entrelacés, ton vagin fait grand bruit, et tu te tais. Plût aux dieux que tu parlasses et qu'il se tût ! je suis scandalisé de son babil. J'aimerais mieux entendre son voisin : cela, du moins, dit Symmachus, soulage et égaye tout à la fois. Mais qui jamais a pu rire aux gazouillements d'un impertinent vagin ? Quand il se met à résonner, le galant le plus intrépide ne voit-il pas tomber chez lui le physique et le moral ? Dis au moins quelque chose, et crie plus haut que ton vagin criard : ou, si décidément tu es muette, que ce babil même t'apprenne à parler. ».
Dans le langage courant le pet vaginal est appelé « pet de foufoune » (parfois abrégé en « pet de fouf »), « explosion de foufoune » (expression popularisée par le groupe comique Les Nuls), ou encore « frout », par analogie avec l'onomatopée « prout », la première lettre étant le « f » de « foufoune ».
Dans le film des « Nuls » La cité de la peur, Odile Deray (jouée par Chantal Lauby), confie au commissaire Patrick Bialès (joué par Gérard Darmon) n'avoir eu aucune relation amoureuse depuis quatre ans, celui-ci lui demande si cela ne lui manque pas, elle répond fièrement « pas du tout ! », mais au même moment retentit une « explosion de foufoune » tonitruante accompagnée de l'émission d'une fumée blanche, semblant indiquer un désaccord entre l'esprit et le corps.
Le quatrième épisode de la treizième saison de la série animée South Park est intitulé en version française Mange, prie et froute (en V.O. : Eat, Pray, Queef). Il y est question d'un hypothétique double standard entre les blagues sur les prouts, jugées acceptables, et celles sur les frouts, jugées inconvenantes, une différence de traitement assimilée à du sexisme.